# Geri's Game
Geri's Game (O Jogo de Geri, no Brasil e em Portugal) é um filme de curta-metragem de 1997, realizado pela Pixar Animation Studios e que vem como bônus do filme Vida de Inseto da Disney, em parceria com a Pixar. O curta também foi exibido nos cinemas junto ao filme Vida de Inseto.

## Sinopse
O curta se passa em um parque e conta a história de um simpático velhinho chamado Geri, que joga xadrez contra ele mesmo. De um lado ele é do bem e de outro lado ele é do mal. Quando lado mau está ganhando, faz com que seu lado bom finja quase ter um ataque cardíaco, assim conseguindo virar o jogo (literalmente).

## Curiosidades
Geri aparece também em Toy Story 2, como um restaurador de brinquedos que conserta Woody, um dos personagens de Toy Story 2.

## Premiações
| Oscar         | Foi o vencedor de 1 Oscar (Melhor Curta Animado, 1997) |
| Annie Award   | Foi o vencedor de 1 Annie Award.                       |
| Grammy Award  | Nenhum                                                 |
| Globo de Ouro | Nenhum                                                 |
| Outros        | Foi o vencedor de 5 prêmios.                           |